# 印尼聖天竺鯛
印尼聖天竺鯛（學名：Nectamia viria），為輻鰭魚綱鈎頭魚目天竺鯛科聖天竺鲷屬下的一個種，分布於中西太平洋印尼東部至斐濟，北至日本，南至澳洲海域，深度4至8公尺，本魚體呈橢圓形，體稍側扁，頭大、眼大、口大且斜裂，頜齒細小，鋤骨和腭骨通常具齒，舌上無齒，鰓蓋骨後緣棘不發達，體被弱櫛鱗，背鰭2個，尾鰭截形，體色棕色到紅棕色，頰部上有一條狹窄的三角形暗條紋，第二背鰭下方身體有一個黑色鞍狀斑，尾柄有一個完整的黑色寬條，背鰭硬棘8枚、背鰭軟條9枚、臀鰭硬棘2枚、臀鰭軟條8枚，體長可達7.2公分，棲息礁石區，夜間活動，屬肉食性，以浮游生物為食，繁殖期時，雄魚具有口孵習性，卵約7日化成仔魚，由雄魚吐出，具短暫的仔魚飄浮期，生活習性不明。